# Ultra Marin
Ultra Marin är en vissamling av Evert Taube, publicerad 1936. Boken är utgiven på Bonniers och illustrerad av Bertil Lybeck.
Ultra Marin konsoliderade Taubes position som den ledande visdiktaren i Sverige. Flera av de visor som ingår var redan insjungna på grammofon och publicerade i olika tidningar, bland annat i Folket i Bild. De tre avdelningarna speglar Taubes bredd och behärskandet av olika genrer. Där finns dramatiska skrönor och lyriska naturskildringar. När boken kom ut recenserades den i  Dagens Nyheter av musikkritikern  Curt Berg. Berg menade att Taube lite väl lättvindigt angav sig själv som kompositör till melodier som han i själva verket lånat och som exempel angav han Flickan i Peru, Albertina, Flickan i Havanna, Fritiof Anderssons paradmarsch, När jag var en ung caballeiro och Calle Schewens vals, de flesta ur Taubes tidiga produktion.

Poeten Bertil Malmberg skrev om Ultra Marin i Nya Dagligt Allehanda i december 1936: 
"[…] Det gäller om dessa och andra av Taubes ballader, att det bäras av en oskyldig sorglöshet men också av en språklig ingivelse, som ibland kan tyckas föga nogräknad men som nästan alltid är expressiv och originell."

## Innehåll
I. Från Vinga och vidderna
- Winga (Prosainledning)
- Balladen om Ernst Georg Johansson från Uddevalla
- Möte i monsunen
- Eldarevalsen
- Balladen om Gustaf Blom från Borås

II. I Roslagens famn
- Sommarnatt
- Här Rosemarie, syns blåa Nämdöfjärden
- Calle Schevens vals

III. Toner från Utö och havetT
- Vals på Mysingen
- Utö-visan (Men gasten vart gick han?)
- Sång i Danziger gatt
- Ellinors vals
- Än en gång däran!